# Dizzy Prince of the Yolkfolk
Dizzy Prince of the Yolkfolk is een computerspel voor diverse platforms. Het spel werd uitgebracht in 1991. 

## Platforms
| Jaar | Platform                               |
| ---- | -------------------------------------- |
| 1991 | Amstrad CPC, Commodore 64, ZX Spectrum |
| 1992 | Amiga, Atari ST                        |
| 1993 | DOS, NES                               |
| 2011 | iOS, Android                           |

## Ontvangst
| Beoordeeld door       | Jaar | Platform | Score |
| --------------------- | ---- | -------- | ----- |
| Amiga Action          | 1992 | Amiga    | 90%   |
| Amiga Power           | 1992 | Amiga    | 85%   |
| NES Times             | 2006 | NES      | 80%   |
| ST Format             | 1993 | Atari ST | 78%   |
| Amiga Joker           | 1992 | Amiga    | 59%   |
| The Video Game Critic | 2001 | NES      | 0%    |